# Atletismo nos Jogos Pan-Americanos de 1967 - Revezamento 4x100 m feminino
A prova do revezamento 4x100 m feminino nos Jogos Pan-Americanos de 1967 foi realizada em Winnipeg, Canadá.

## Medalhistas
| Ouro                                                                         | Prata                                                               | Bronze                                                           |
| CUB Cuba Violetta Quesada Marcia Garbey Cristina Echeverría Miguelina Cobián | CAN Canadá Irene Piotrowski Jenny Meldrum Judy Dallimore Jan Maddin | JAM Jamaica Vilma Charlton Una Morris Audrey Reid Carol Cummings |

### Final
| Posição           | Nação       | Nomes                                                                  | Tempo | Notas |
| ----------------- | ----------- | ---------------------------------------------------------------------- | ----- | ----- |
| Medalha de ouro   | CUB Cuba    | Violetta Quesada, Marcia Garbey, Cristina Echeverría, Miguelina Cobián | 44.63 |       |
| Medalha de prata  | CAN Canadá  | Irene Piotrowski, Jenny Meldrum, Judy Dallimore, Jan Maddin            | 45.56 |       |
| Medalha de bronze | JAM Jamaica | Vilma Charlton, Una Morris, Audrey Reid, Carol Cummings                | 47.17 |       |